# Gobierno de Rumania
El Gobierno de Rumania (en rumano: Guvernul României) constituye la rama ejecutiva del país junto al presidente. Está encabezado por el primer ministro y consiste en los Ministerios, varias instituciones y agencias subordinadas y las 42 prefecturas. La sede del Gobierno rumano es el Palacio Victoria de Bucarest.

## Gobierno

### Investidura
El procedimiento de investidura de un nuevo gobierno se inicia con el presidente, que designa a un candidato para el cargo de primer ministro tras consultar a la parte que posee la mayoría de escaños en el Parlamento. Si no existe tal mayoría, el presidente consulta a todos los partidos representados en el Parlamento. Una vez nombrado, el candidato establece una lista de miembros y una plataforma de gobierno, que ha de llevarse a cabo en 10 días. El intervalo de 10 días no es un plazo estricto, sino que representa el período de tiempo que se considere óptimo para establecer un Gobierno legal competente. La expiración de este intervalo permite al Presidente revocar el candidato y designar uno nuevo, aunque esto no es obligatorio.
Una vez que el candidato se ha formado una lista y un programa, puede pedir del Parlamento el voto de confianza. El Parlamento lo discute sobre el asunto en sesión conjunta, y sólo puede rechazar las propuestas en dos ocasiones en un lapso de 60 días. Si el Parlamento no aprueba un candidato dentro de este plazo, el presidente obtiene el derecho a que se disuelva.
Si el Parlamento otorga su voto de confianza, la plataforma política propuesta se convierte en oficial, y la lista completa de Gobierno debe ser confirmado por el presidente. El Gobierno, a continuación, jura su cargo y comienza su mandato.

### Estructura
La Constitución de Rumania prevé dos tipos básicos de miembros, a saber, los ministros (miniştri) y el primer ministro (primul-ministru). El estatuto de los miembros adicionales se establece por ley orgánica. La legislación actual establece la posición de vice primer ministro (viceprim-ministru), Ministro de Estado (ministru de stat) y ministros delegados, con tareas especiales (miniştri delegaţi cu însărcinări speciale). El "ministro de Estado" es un alto cargo, el titular de los cuales coordina la actividad de varios ministerios bajo la dirección del primer ministro.
El primer ministro es el jefe de Gobierno y coordina su actividad. El aparato de trabajo del Gobierno consiste en la oficina del primer ministro, la Secretaría General de los departamentos gubernamentales y de otra índole y estructuras establecidas por las decisiones gubernamentales.

### Rol
El papel del Gobierno es sancionado por la Constitución y las leyes pertinentes. El Gobierno ejerce un "liderazgo general de la administración pública", elabora estrategias para implementar el programa de gobierno, ejerce la iniciativa legislativa, negocia los tratados internacionales, representa al Estado rumano tanto interna como externamente, nombra los prefectos y presenta información y documentos a las Cámaras del Parlamento, conforme a lo solicitado.

### Relaciones con el Parlamento
El Gobierno responde exclusivamente al Parlamento, tanto a través de la información obligatoria del Parlamento y por medio de preguntas, interpelaciones y comisiones de investigación. La Sala del Parlamento (Cámara de Diputados o el Senado) puede llevar a un simple movimiento con respecto a la materia objeto de una interpelación. En casos extremos, el Parlamento podrá votar una moción de censura, retirar su confianza y forzar al Gobierno a dimitir.
A través de una ley de habilitación especial, el Gobierno puede tener la posibilidad de promulgar decretos (ordonanţe), que tienen el mismo valor jurídico que las leyes ordinarias. Las ordenanzas son una forma de delegación legislativa y podrían requerir la aprobación en el Parlamento si la ley habilitada lo establece. En situaciones extraordinarias en que la regulación no puede ser pospuesta, el Gobierno podrá dictar decretos de urgencia (ordonanţe de urgenţă), que no requieren las leyes de habilitación, sino que debe ser sometido a la aprobación en el Parlamento antes de entrar en vigor.

### Relaciones con el presidente
El 6 de julio de 2012 el presidente Traian Basescu fue suspendido de sus funciones por el Parlamento rumano hasta que se celebre un referéndum, el 29 de julio, donde serán los ciudadanos quienes decidan destituirlo o no. La propuesta de destitución fue presentada por el primer ministro Victor Ponta, de la coalición de centro izquierda Unión Social Liberal (USL), que ha acusado a Basescu de abuso de poder, de violar la Constitución y de usurpar el papel de primer ministro y de sus atribuciones, así como despreciar su papel constitucional de mediador entre instituciones.

## Configuración del Gobierno
| Ministerio | Ministerio                                              | Posición                                              | Titular                                    | Imagen | Fecha entrada   |
| ---------- | ------------------------------------------------------- | ----------------------------------------------------- | ------------------------------------------ | ------ | --------------- |
|            |                                                         | Primer ministro                                       | Nicolae Ciucă (PNL)                        |        | 25 de noviembre |
|            |                                                         | Vice primer ministro                                  | Sorin Grindeanu (PSD) Kelemen Hunor (UDMR) |        | 25 de noviembre |
|            | Ministerio de Administración e Interior                 | Ministro de Administración e Interior                 | Lucian Bode (PNL)                          |        | 25 de noviembre |
|            | Ministerio de Finanzas Públicas                         | Ministro de Finanzas Públicas                         | Adrian Câciu (PSD)                         |        | 25 de noviembre |
|            | Ministerio de Transporte e Infraestructura              | Ministro de Transporte e Infraestructura              | Sorin Grindeanu (PSD)                      |        | 25 de noviembre |
|            | Ministerio de Asuntos Exteriores                        | Ministro de Asuntos Exteriores                        | Bogdan Aurescu                             |        | 25 de noviembre |
|            | Ministerio de Economía, Comercio y Ambiente de Negocios | Ministro de Economía, Comercio y Ambiente de Negocios | Florin Spătaru (PSD)                       |        | 25 de noviembre |
|            | Ministerio de Educación, Juventud y Deporte             | Ministro de Educación, Juventud y Deporte             | Sorin Cîmpeanu (PNL)                       |        | 25 de noviembre |
|            | Ministerio de Desarrollo Regional y Turismo             | Ministro de Desarrollo Regional y Turismo de Rumania  | Cseke Attila (UDMR)                        |        | 25 de noviembre |
|            | Ministerio de Trabajo, Familia y Asuntos Sociales       | Ministro de Trabajo, Familia y Asuntos Sociales       | Marius Budăi (PSD)                         |        | 25 de noviembre |
|            | Ministerio de Defensa Nacional                          | Ministro de Defensa Nacional                          | Vasile Dîncu (PSD)                         |        | 25 de noviembre |
|            | Ministerio de Justicia                                  | Ministro de Justicia                                  | Cătălin Predoiu (PNL)                      |        | 25 de noviembre |
|            | Ministerio de Agricultura y Desarrollo Rural            | Ministro de Agricultura y Desarrollo Rural            | Adrian Chesnoiu (PSD)                      |        | 25 de noviembre |
|            | Ministerio de Sanidad                                   | Ministro de Sanidad                                   | Alexandru Rafilă (PSD)                     |        | 25 de noviembre |
|            | Ministerio de Cultura y Patrimonio Nacional             | Ministro de Cultura y Patrimonio Nacional             | Lucian Romașcanu (PSD)                     |        | 25 de noviembre |
|            | Ministerio de Medio Ambiente y Bosques                  | Ministro de Medio Ambiente y Bosques                  | Tánczos Barna (UDMR)                       |        | 25 de noviembre |
|            | Ministerio de Comunicación e Información                | Ministro de Comunicación e Información                |                                            |        |                 |
|            | Ministerio de Asuntos Europeos                          | Ministro de Asuntos Europeos                          |                                            |        |                 |